# Can Fortuny del carrer Major
Can Fortuny del carrer Major és un edifici entre mitgeres del nucli urbà d'Hostalric (Selva), al número 97 del carrer Major, just al costat del Portal de Barcelona. És una obra inclosa en l'Inventari del Patrimoni Arquitectònic de Catalunya.

## Descripció
L'edifici, de planta rectangular, té planta baixa i pis, i està cobert per un teulat a doble vessant (interromput per un cobert d'uralita del cel-obert al vessant de la façana posterior) desaiguat a les façanes principal i posterior, amb el ràfec de doble filera i una filera de teules col·locades a manera de canal que recullen l'aigua de la pluja i desaigüen al carrer a través d'una canal.
A la planta baixa trobem, al costat esquerre de l'edifici, la porta d'entrada amb llinda monolítica i brancals de carreus de pedra. Al costat dret de la porta, una finestra amb llinda monolítica, ampit i brancals de carreus de pedra, protegida per una reixa de ferro forjat. Al costat, una altra finestra en arc de llinda i ampit de rajola, protegida per una reixa de ferro forjat. Tanca la façana de la planta baixa el portal del garatge, en arc rebaixat.
Al pis trobem, sobre el mateix eix de les obertures de la planta baixa, altres obertures. Sobre la porta d'entrada, una finestra en arc de llinda amb l'ampit de pedra. La finestra que hi ha al seu costat és igual, i va ser oberta durant la reforma de l'any 1994 (aproximadament) que es va fer a la casa. Al costat, un balcó en arc de llinda sense llosana (només amb ampit i barana de ferro forjat). Sobre el portal del garatge, una finestra en arc de llinda i ampit de rajola, que abans de la reforma havia estat un balcó.
A la façana posterior, dues finestres en arc de llinda protegides per una reixa de ferro a la planta baixa, sobre les quals (a cada una), al pis, hi ha dues finestres petites també en arc de llinda.

## Història
Durant la Guerra del Francès (1808-1814) Hostalric va tenir un important paper donant suport a l'entrada de queviures a la Girona assetjada i destorbant el pas a les tropes enemigues gràcies a la seva situació estratègica en una zona de pas. Per això als francesos els convenia prendre la vila. El primer atac va arribar el 7 de novembre del 1809 i només trobaren resistència a la Torre dels Frares i a l'església on un grup de gent s'hi havia fet fort. Alguns habitants es van poder refugiar al castell, d'altres van haver de fugir, ja que els francesos van cremar el poble. Això explica que la majoria dels habitatges siguin posteriors. Alguns edificis se salvaren, és el cas de Can Fortuny, construït a finals del segle xvii i que sempre ha estat propietat de la família que li dona nom. Can Fortuny, igual que Can Coll, fou utilitzat com a caserna durant la Guerra Civil.
El Carrer de la Verge del Socors, on se situa l'edifici, puja des de la Plaça de la Vila a l'església. Era conegut com el Carrer de les Ànimes, ja que conduïa directament al cementiri de l'església.